# أغا الكيشي
أغا الكيشي في قائمة الملوك السومريين هو آخر ملك حكم لسلالة كيش الأولى، أشير إليه في ملحمة جلجامش بأنه قام بمحاصرة مدينة أوروك، وأشير إليه كذلك كابن للملك إين مي باراكي سي وفي قائمة الملوك السومريين ظهر اسم كلكامش كحاكم لبلاد سومر.